# Powrót Karlsona
Powrót Karlsona (ros. Карлсон вернулся, Karłson wiernułsia) − radziecki film animowany z 1970 roku w reżyserii Borisa Stiepancewa powstały na podstawie powieści Astrid Lindgren pt. Braciszek i Karlsson z Dachu. Sequel filmu rysunkowego Małysz i Karlson z 1968 roku.

## Obsada (głosy)
- Kłara Rumianowa jako Małysz (Braciszek)
- Wasilij Liwanow jako Karlson (Karlsson z Dachu)
- Faina Raniewska jako Fröken Bock

## Animatorzy
Anatolij Pietrow, Jurij Butyrin, Rienata Mirienkowa, Galina Barinowa, Wiktor Szewkow